# Wast Water
Le Wast Water est un lac anglais situé à Wasdale, dans le Lake District dans le comté de Cumbria. Il est le lac le plus profond d'Angleterre avec à 79 m de profondeur.

## Source de la profondeur
- (en) Cet article est partiellement ou en totalité issu de l’article de Wikipédia en anglais intitulé « Wast Water » (voir la liste des auteurs).